# RTMS (telefonia)
Il radio telefono mobile di seconda generazione (RTMS) era uno standard di rete di telefonia mobile che operava sulla frequenza dei 450 MHz.

## Storia
Introdotta nel 1984 dall'allora SIP in sostituzione della precedente RTMI, la rete è stata dismessa nel 1996.
È stato il primo sistema di tipo cellulare radiomobile che permetteva l'uso di un telefono in auto in movimento, facendo sì che durante lo spostamento da una cella ad un'altra (handover) non si perdesse la comunicazione.
Le stazioni radio base erano in quantità minore rispetto ai successivi sistemi di telefonia cellulare digitale (dal GSM in avanti): le celle erano di grandi dimensioni e la potenza di trasmissione sia di tali strutture che dei telefoni fissi in macchina, chiamati veicolari, era di parecchi watt.
Solitamente le stazioni radio base erano dislocate in zone alte ed in punti strategici, come per esempio le montagne.
Il sistema funzionava in analogico, i canali per le comunicazioni disponibili erano pochi (200 di cui 192 per la fonia ed 8 di controllo), gli apparati da installare nei veicoli erano di grosse dimensioni e molto costosi, nell'ordine dei sei milioni di lire, più un canone mensile elevato ed ogni telefonata effettuata da e per il radiomobile aveva un prezzo quasi proibitivo. Il target degli utenti erano solitamente professionisti, politici, vip ed enti pubblici.
Il prefisso che veniva usato per chiamare un radiomobile era 0333.
Le comunicazioni tra l'unità mobile ed il ponte radio avvenivano in chiaro, questo faceva sì che chiunque (come avveniva anche per il sistema ETACS) con un semplice ricevitore scanner poteva ascoltare le conversazioni e, peggio ancora, chi possedeva degli apparati radioamatoriali, poteva interferire nelle comunicazioni.

## Modelli
Gli apparati degli utenti erano di due tipi:
- veicolari: installati fissi negli autoveicoli
- trasportabili: ingombranti, ma mobili

Alcuni modelli veicolari erano:
- Italtel MB44 / MB45 MB45S
- Ote Dialogo
- Telettra Ulisse
- Ascom SE-920

Per questi modelli, nei primissimi anni novanta era disponibile il sistema viva voce e la segreteria telefonica.